# کوئنا
کوئنا شهری در شهرستان اوری در استان باله در بورکینافاسوی جنوبی است و جمعیت آن ۱۰۱۳ نفر است.